# Éjkék légykapó
Az éjkék légykapó (Cyanoptila cyanomelana) a madarak osztályának verébalakúak (Passeriformes) rendjébe és a légykapófélék (Muscicapidae) családjába tartozó Cyanoptila nem egyetlen faja.

## Előfordulása
Japán, Korea, Kína és Oroszország területén költ. Telelni Ázsia délkeleti részére vonul, eljut Vietnám, Kambodzsa, Thaiföld területére, Szumátra és Borneó szigeteire is.

## Alfajai
- Cyanoptila cyanomelana cumatilis
- Cyanoptila cyanomelana cyanomelana

## Megjelenése
Arcrésze és torka feketés, feje, háta és szárnyai éjkékek, hasi része fehér.
|  |